# Classe Končar
La classe  Končar  est une classe de 6 bateaux lance-missiles construits pour la marine militaire yougoslave (en serbo-croate : Jugoslavenska ratna mornarica-JRM) par le chantier naval de Kraljevica en Croatie à la fin des années 1970 au chantier naval Tito à Kraljevica en République socialiste de Croatie. Les bateaux comportaient un mélange d'équipements occidentaux et orientaux, y compris des missiles anti-navires soviétiques et des canons suédois.

## Historique
Pendant la guerre d'indépendance de la Croatie, un navire, Vlado Ćetković, a été capturé par les forces croates lors de sa révision. Il a finalement été intégré à la marine militaire croate sous le nom de Šibenik et est toujours utilisé. Les cinq navires restants ont été transférés au Monténégro, entrant en service dans la nouvelle marine yougoslave, dont trois ont été déclassés au début des années 2000. Les deux derniers navires de la classe ont été modifiés pour devenir des bateaux de patrouille au service de la marine du Monténégro.
À la fin des années 1980 et au début des années 1990, Rade Končar et Vlado Ćetković ont subi un programme de modernisation qui comprenait la suppression en poupe du canon Bofors de 57 mm et l'installation d'un AK-630 CIWS soviétique. Entre 1991 et 1994, Šibenik a subi un réaménagement qui comprenait le retrait des lanceurs P-15 Termit et l'installation de deux supports pour jusqu'à quatre missiles anti-navires RBS-15 construits en Suède .

## Unités
Les six navires portaient les noms de héros de l'ancienne République fédérative socialiste de Yougoslavie nommés à l'Ordre du Héros national.
| Nom                  | N° coque | Photo | Lancement        | Remarque                                                        |
| -------------------- | -------- | ----- | ---------------- | --------------------------------------------------------------- |
| Rade Končar          | RTOP-401 |       | 16 octobre 1976  | retiré du service                                               |
| Vlado Ćetković       | RTOP-402 |       | 20 août 1977     | En service dans la Marine militaire croate Šibenik (RTOP-21)    |
| Ramiz Sadiku         | RTOP-403 |       | 20 avril 1978    | Détruit                                                         |
| Hasan Zahirović-Laca | RTOP-404 |       | 9 novembre 1978  | Déclassé, sort inconnu                                          |
| Jordan Nikolov Orce  | RTOP-405 |       | 26 avril 1979    | En service dans la marine monténégrine P-105 Durmitor           |
| Ante Banina          | RTOP-406 |       | 23 novembre 1979 | En service dans la marine monténégrine En attente de conversion |

## Galerie

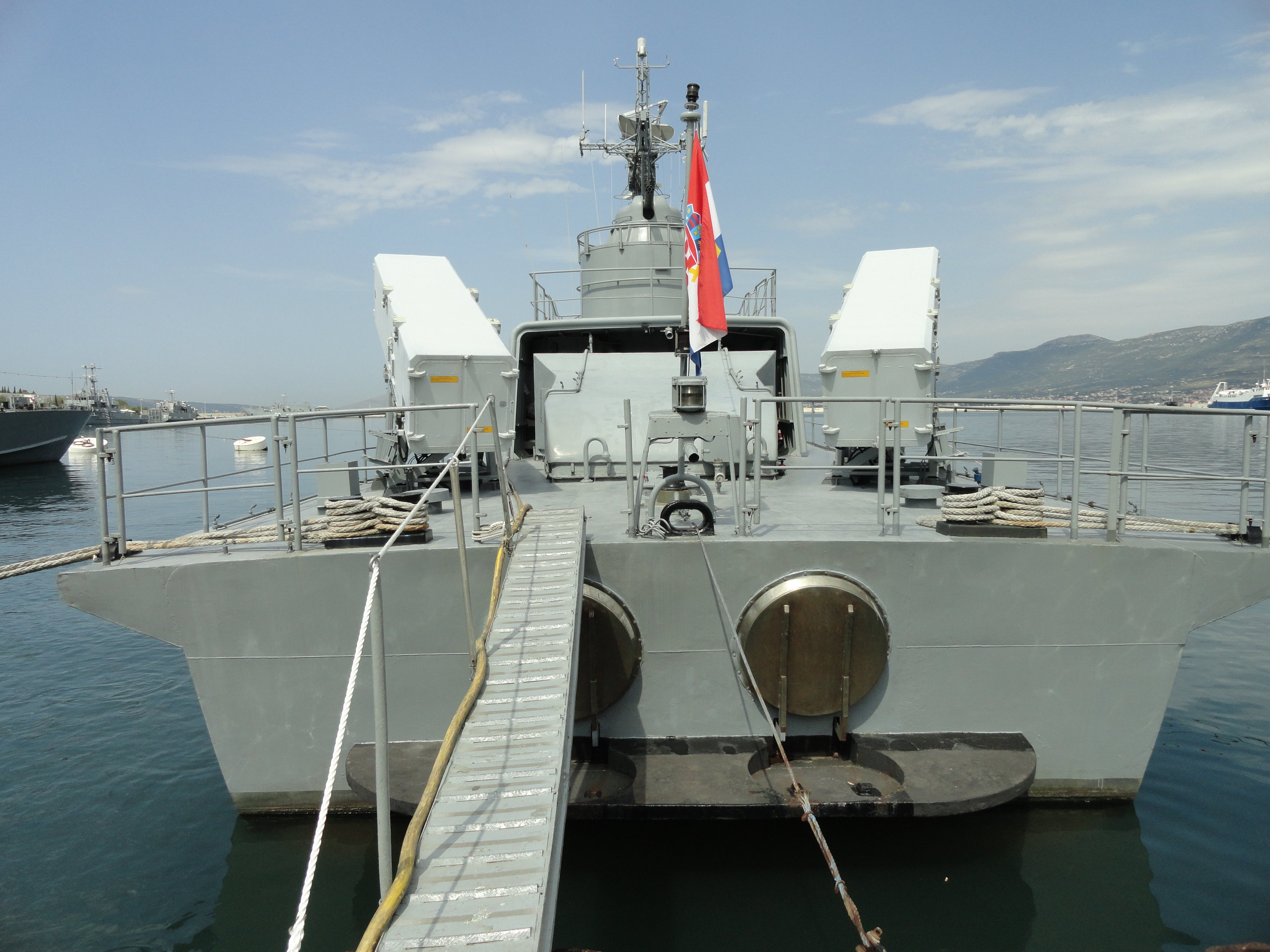
RTOP-21 Sibenik avec lanceurs RBS-15
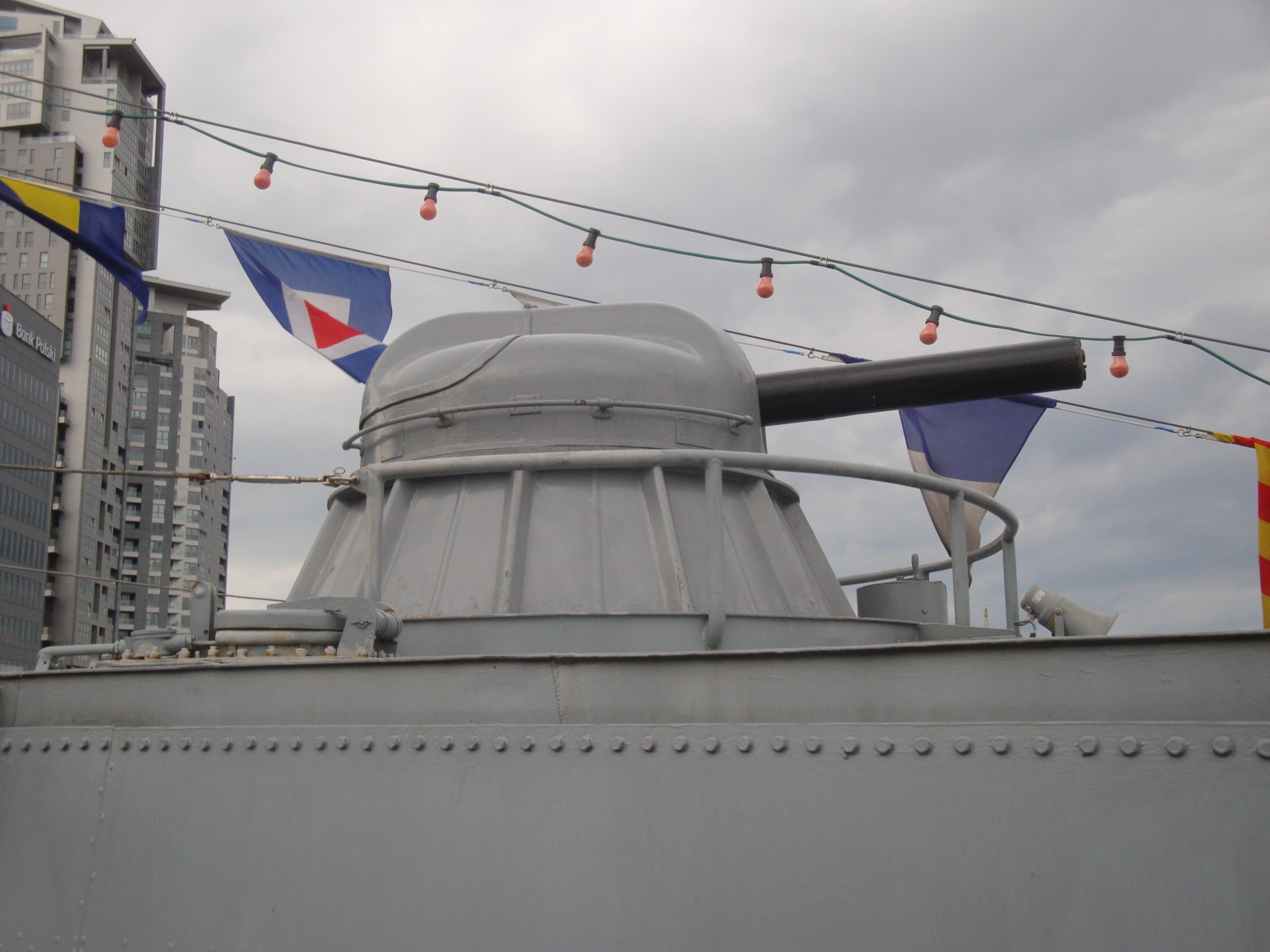
AK-630